# Jesuitenkolleg Loyola

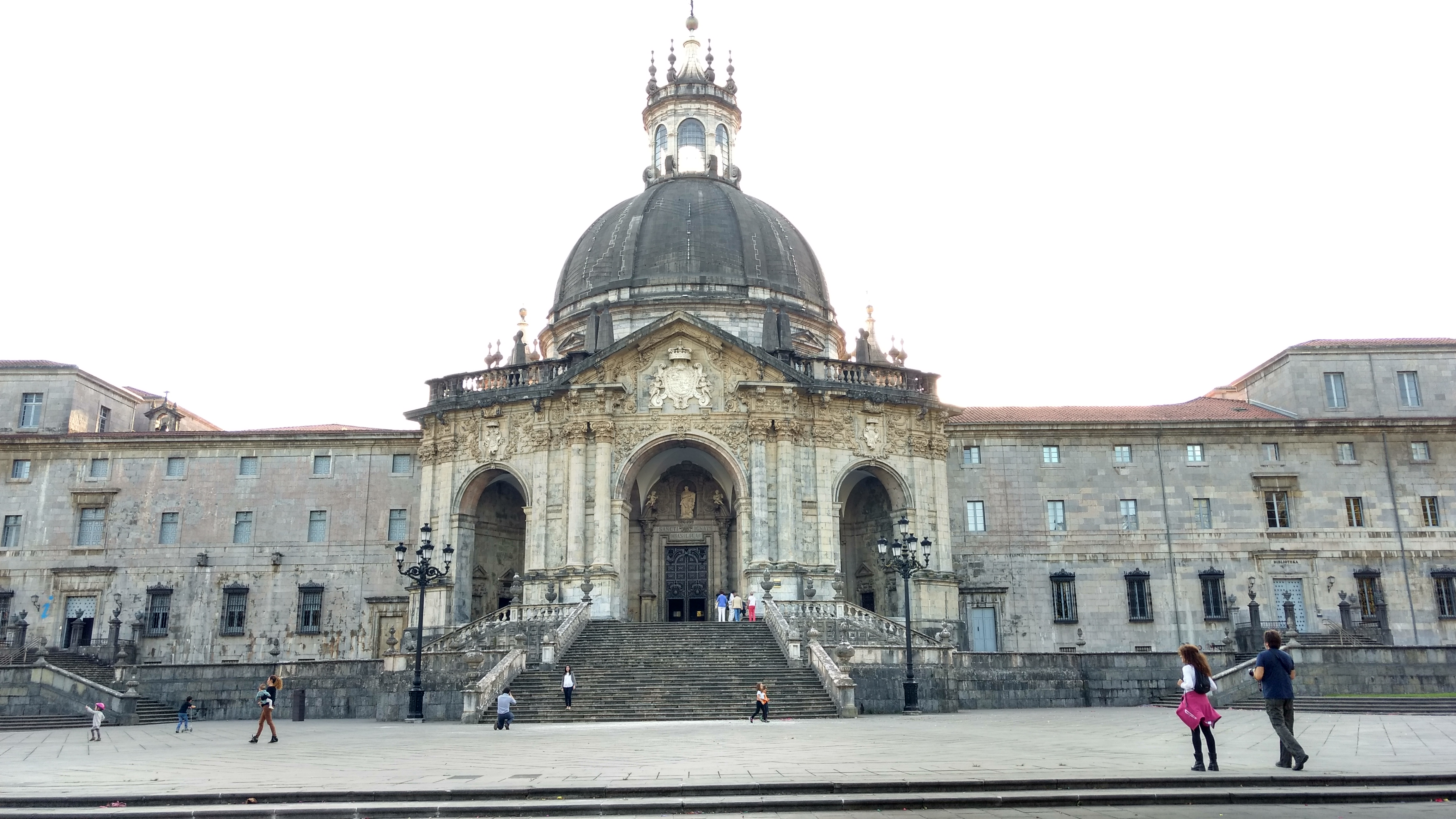
Hauptfassade

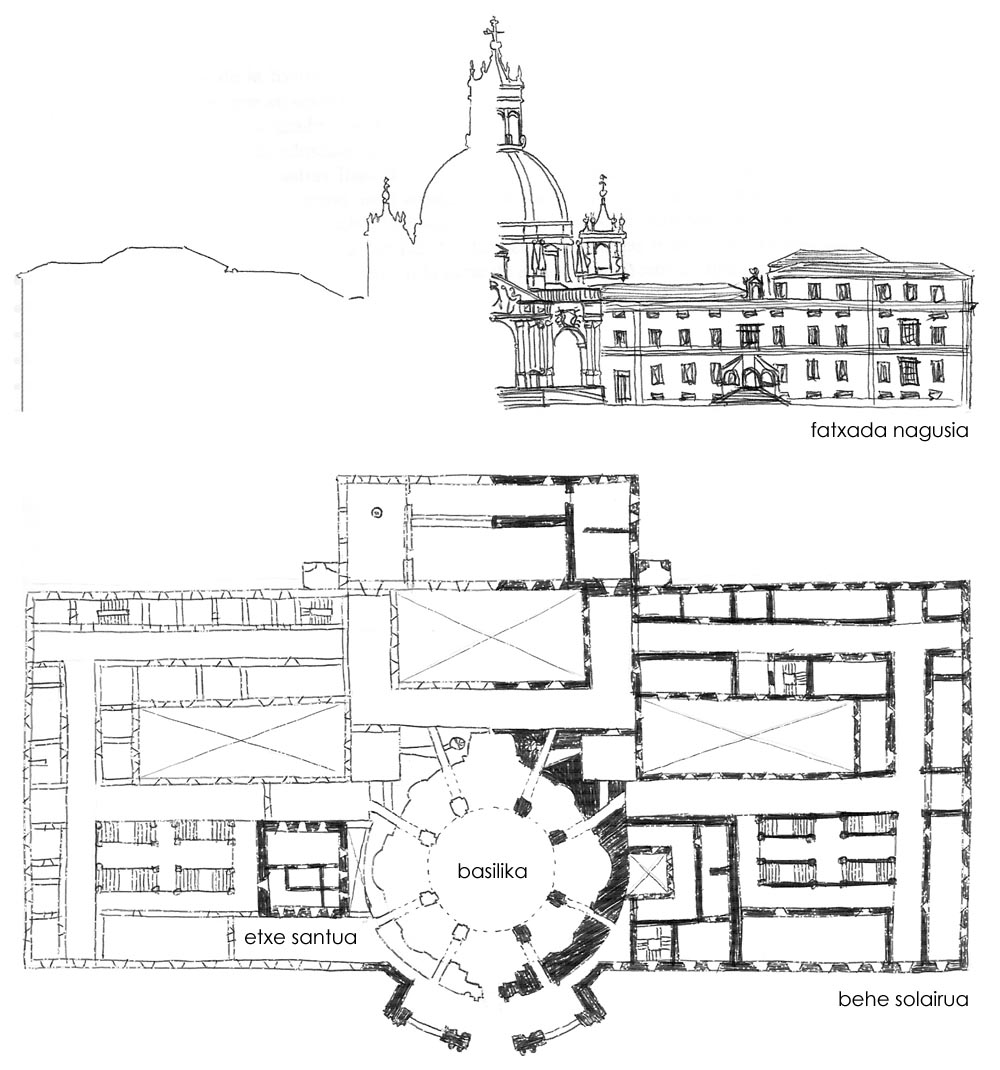
Plan der Anlage

Das Jesuitenkolleg Loyola ist eine monumentale Anlage, die um den Geburtsort von Ignatius von Loyola, dem Gründer der Gesellschaft Jesu (Jesuiten), entstanden ist.

## Geografische Lage
Das Jesuitenkolleg Loyola liegt im Ortsteil Loiola (spanisch Loyola) der Gemeinde Azpeitia im spanischen Baskenland unmittelbar am Ufer des Flusses Urola. Die Hauptachse der Anlage ist etwa in Südwest–Nordost-Richtung angelegt, was durch die Rücksichtnahme auf einen älteren Wohnturm, die Keimzelle des Komplexes, bedingt ist. Der Komplex nimmt insgesamt eine Fläche von 4 ha ein. Als Baumaterial diente vorrangig Kalkstein aus dem benachbarten Felsmassiv des Izarraitz. Der Chor der Kirche ist nach Südwesten ausgerichtet.

## Geschichte

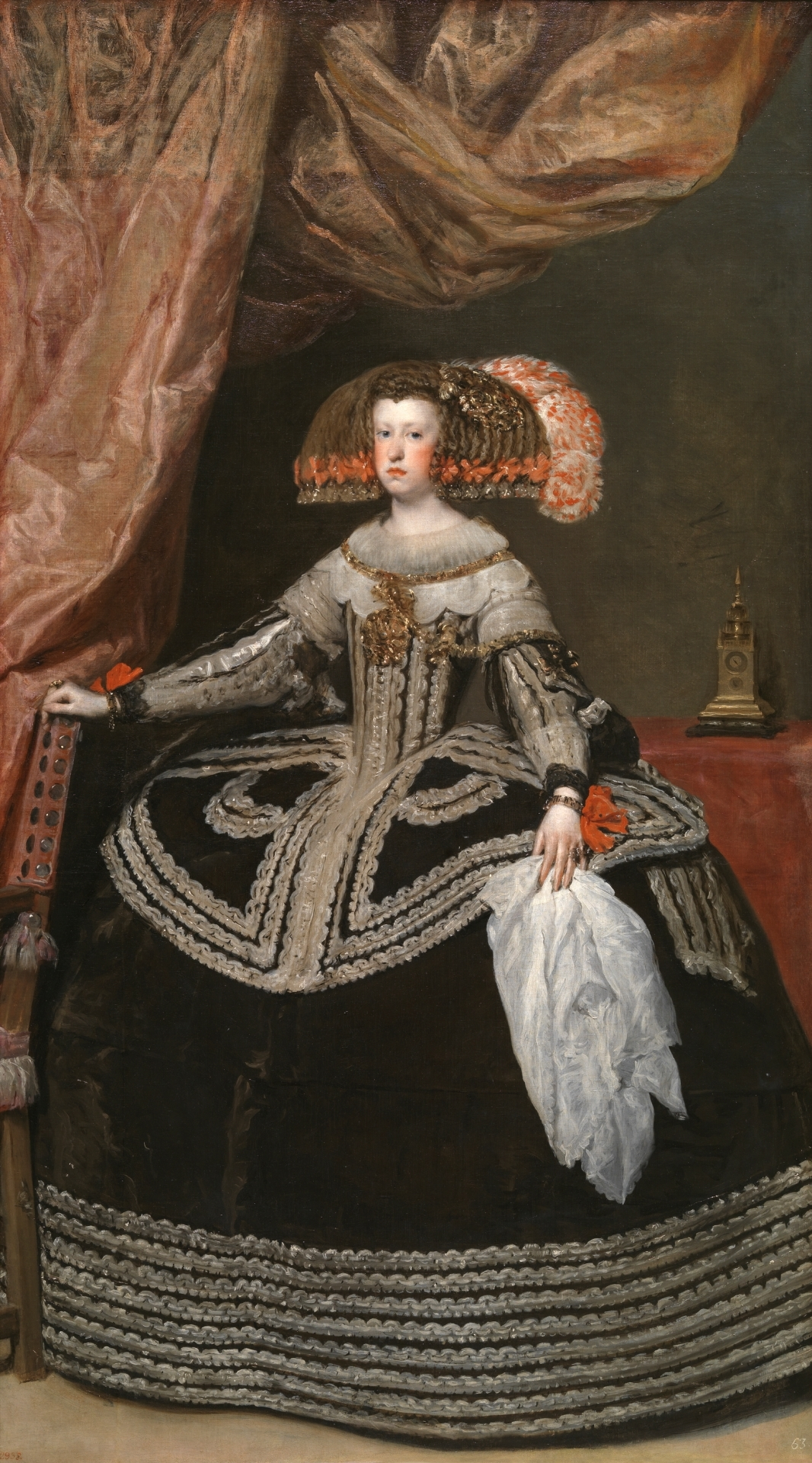
Die Bauherrin: Maria Anna von Österreich, Königin von Spanien
(Diego Velázquez, 1652)

Die Anlage ist so groß, dass – mit zahlreichen Unterbrechungen – etwa 200 Jahre daran gebaut wurde. Am Stil des Barock wurde dabei durchgängig festgehalten. Das zeigt sich an zahlreichen Ausstattungsdetails. Unter dem Haus Habsburg begonnen, wurde sie erst unter den Bourbonen fertig gestellt. Darauf weist etwa das bourbonische Wappen über dem Hauptportal hin.

### Keimzelle: Das Geburtshaus

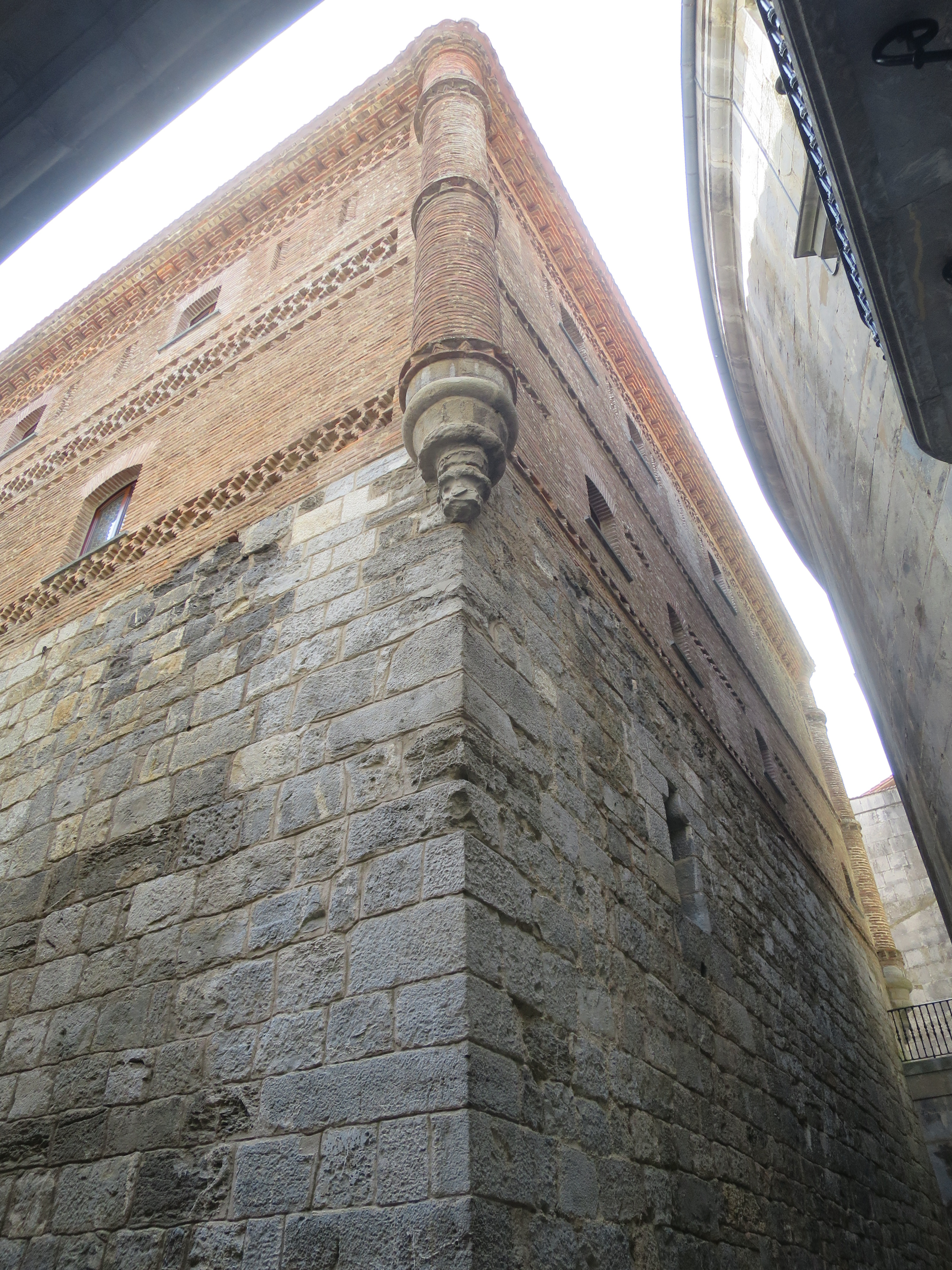
Der mittelalterliche Wohnturm der Familie Loyola wurde mit den Konventsgebäuden eingefasst, rechts die Kirche

Ignatius von Loyola (eigentlich: Iñigo López de Loyola) stammte aus der niederadeligen Familie der Herren von Loyola. Die Familie besaß einen befestigten mittelalterlichen Wohnturm in Loyola, der schon mehrfach umgebaut war und auch nach Einrichtung des Kollegs noch mehrfach umgestaltet wurde. Hier wurde Iñigo 1491 geboren. Ignatius wurde am 27. Juli 1609 von Papst Paul V. selig und am 22. Mai 1622 von Papst Gregor XV. heiliggesprochen. Sein Geburtsort wurde zu einer Stätte der Verehrung, das Geburtshaus, der Wohnturm der Familie von Loyola, selbst zur Reliquie.

### Baugeschichte
Königinmutter Maria Anna von Österreich, Witwe König Philipp IV. von Spanien und Mutter des regierenden Königs  Karl II., nahm sich 1681 des Projekts mit Unterstützung ihres Sohnes an. Da der Wohnturm und das umliegende Gelände ein Lehen der spanischen Krone waren, konnte sich die Königinmutter das Bauland ohne große Probleme beschaffen. Der damalige Besitzer, der Marquês von Alcanices und Oropesa, wurde anderweitig entschädigt. Die Stiftungsurkunde für das Kolleg wurde am 24. Mai 1682 in El Buen Retiro unterzeichnet und noch im gleichen Jahr zog eine Gruppe Jesuiten in den Wohnturm ein und gründete das Kolleg.
Den architektonischen Entwurf fertigte Carlo Fontana. Er setzte darauf, den im Grundriss etwa quadratischen Wohnturm zu erhalten und mit dem neuen Gebäude zu fassen. Das leistet der vordere Teil des südlichen Flügels des Kollegiengebäudes, das den historischen Turm vollständig umbaut und dabei überwiegend etwa 2 m Abstand zu ihm wahrt.
Erste vorbereitende Arbeiten begannen 1688, die offizielle Grundsteinlegung erfolgte am 28. März 1689. Erster Bauleiter war der flämische Jesuit Bogran. 1693 wechselte die Bauleitung zu Martín de Zaldúa. Die Bauarbeiten begannen mit der Kirche und dem südlichen Flügel des Konventsgebäudes, der auch den mittelalterlichen Wohnturm umschließt. Der Südflügel konnte 1708 bezogen werden. Von der Planung Carlo Fontanas wurde in einigen Punkten abgewichen. Er hatte beim Planen offensichtlich nicht die örtlichen klimatischen Verhältnisse vor Augen gehabt, so dass einige offene Galerien, die er konzipiert hatte, in der Bauausführung verglast werden mussten. Der Spanische Erbfolgekrieg erzwang, die Arbeiten 13 Jahre lang einzustellen, und als sie 1717 wieder begannen, übernahm sie ab 1719 Sebastián de Lecuna. Das Problem, die Kuppel der Kirche statisch stabil zu gestalten, war kompliziert. Der Baumeister der Kathedrale von Salamanca, Joaquín de Churriguera, wurde 1720 dazu herangezogen. Lecuna starb, ohne die Arbeit beenden zu können. Ignacio de Íbero, ein örtlicher Baumeister aus Azpeitia, setzte sie ab 1733 fort und beendete sie. Von ihm stammen zahlreiche bauliche Details dekorativer und repräsentativer Art, die in dem strengen Entwurf von Carlo Fontana nicht vorgesehen waren. Die Kirche wurde 1738 eingesegnet.
Als die Jesuiten 1767 aus Spanien ausgewiesen wurden, war die Ausstattung der Kirche immer noch nicht abgeschlossen. Vier für Nebenaltäre vorgesehene Exedren blieben leer und wurden erst im 19. Jahrhundert mit Altären versehen, nachdem die Jesuiten 1814 zurückkehren durften und ihnen die Anlage wieder übergeben wurde. 1835 wurden im Rahmen der Desamortización auch alle Klöster der Jesuiten in Spanien säkularisiert, auch der Konvent von Loyola. Die Anlage gehört seitdem der Provinz Gipuzkoa, die auch die Baulast trägt. Lediglich das Geburtshaus von Ignatius von Loyola wurde dem Orden zurück übereignet.
1888 wurde die Kirche endgültig fertig gestellt und geweiht. Sie wurde 1921 von Papst Benedikt XV. zur Basilica minor erhoben.

## Gliederung des Baukomplexes
Der zentrale Komplex gliedert sich um die Kirche und drei Höfe. In seinem Zentrum befindet sich die Kirche, die im Norden und im Süden von je einem 50 m langen Gebäudeflügel flankiert wird. Jeder der Gebäudeflügel ist in sich wiederum eine Vierflügelanlage, mit einem Hof in der Mitte. Der dritte Hof wird von den beiden Flügeln, einem sie verbindenden Gebäudeteil und der Westseite der Kirche umrahmt.

## Kirche

### Außen
Die Kirche dominiert mit einem großen dreibogigen Portikus, ihrer großen, diesen überragenden Kuppel und einer vorgelagerten Monumentaltreppe das Erscheinungsbild auf der Schauseite, die sich auf einen großen Platz und einen dahinter liegenden Park öffnet.
Unter dem Dach im Portikus befinden sich die Statuen von Ignatius von Loyola, Francisco Javier, Francisco de Borja, Luis Gonzaga und Stanislaus Kostka. Die Statuen wurden von dem italienischen Bildhauer Gaetano Pace (Cayetano Pace) geschaffen und nach dessen Tod 1738 von Miguel de Mazo vollendet. Die zwei Säulen, die den Haupteingang flankieren, zitieren die Säulen Jachin und Boas des ersten Tempels in Jerusalem. Sie sind typische Accessoires des Churriguerismus, der die Kirche im Inneren überschwemmt: Marmor, Vergoldung und ein  Horror vacui dominieren.

### Innenraum

#### Gebäude

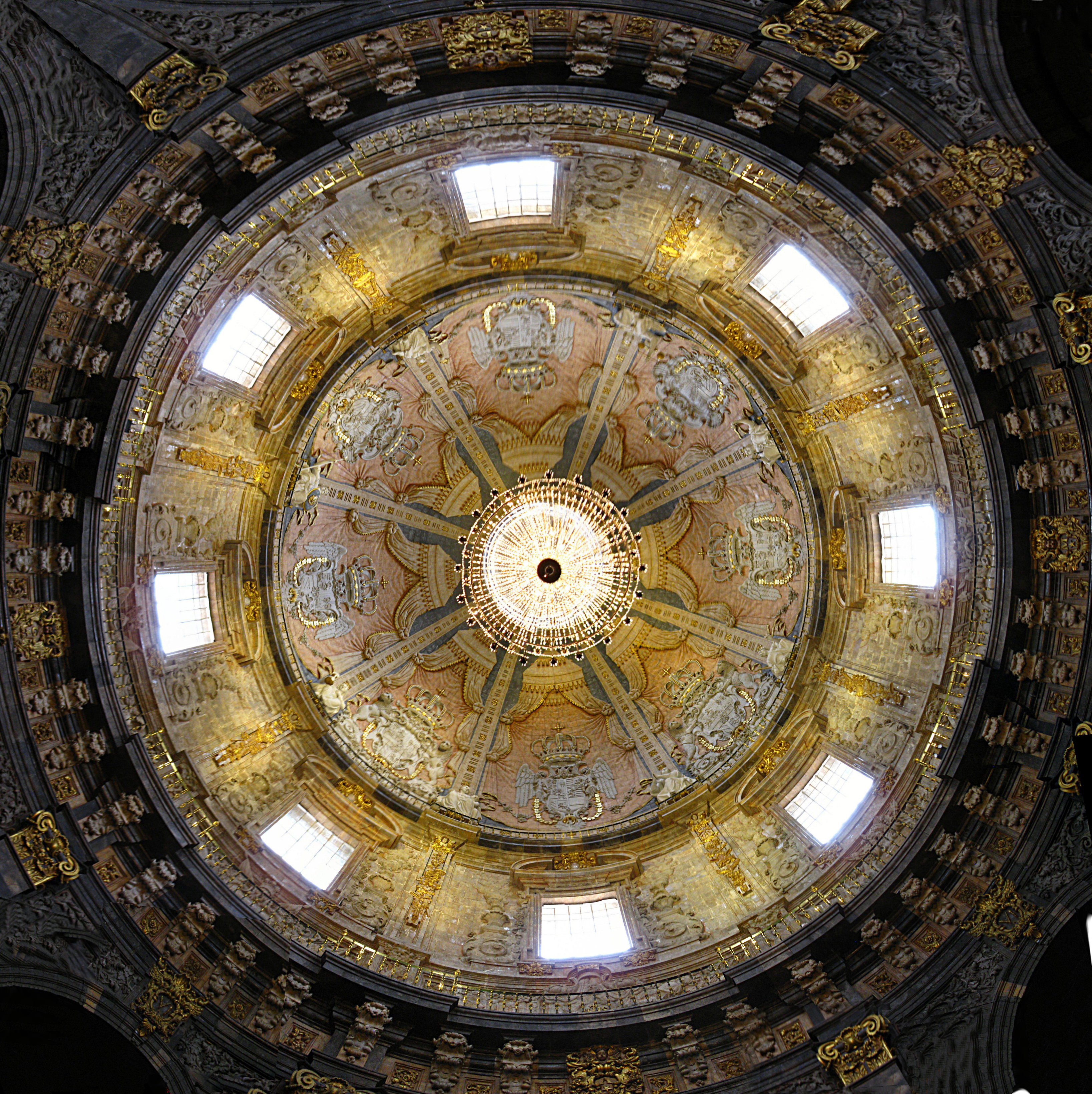
Blick in die Kuppel

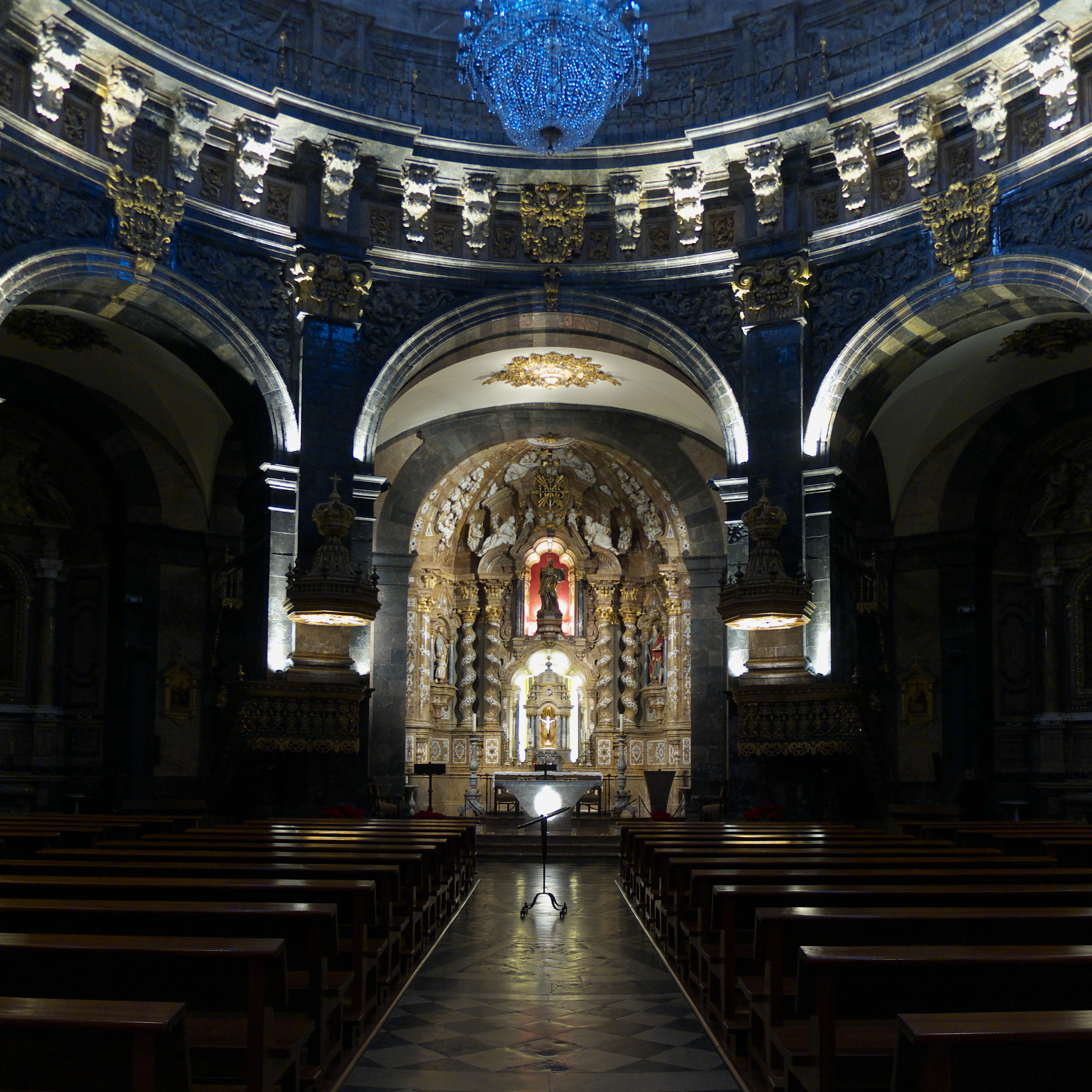
Blick aus dem Kuppelraum auf den Hauptaltar

Der Grundriss beruht auf einem Kreis mit einem Durchmesser von 33,50 m. Den Boden bedeckt ein Mosaik. Acht Bögen zweier verschiedener Größen trennen einen äußeren Ring ab, so dass ein zentraler Raum von 20 m Durchmesser bleibt. Die Bögen bestehen aus schwarzem Marmor, die Kapitelle der Pfeiler sind der korinthischen Ordnung entnommen. Die Schlusssteine der Bögen sind mit Kartuschen verziert, die folgende Buchstaben und Silben zeigen: im größten die Initialen des Mottos von Ignatio von Loyola: AMDG und in den kleineren die Silben VI, VA, JE und SUS.
Das umlaufende Hauptgesims bildet einen Balkon mit schmiedeeisernem Geländer. In seinem Hintergrund befindet sich ein Fries mit militärischen Themen und den beiden Leben von Ignatio, am Eingang das des jungen Soldaten, gegenüberliegend am Altar das des Gründers der Jesuiten. Die einzelnen Szenen werden durch die Sockel der in die Kuppel aufstrebenden Pilaster unterbrochen und gegliedert. Hier befinden sich allegorische Darstellungen der acht Tugenden, die Gaetano Pace zwischen 1734 und 1738 nach einem Entwurf von Juan de Lane von 1732 aus Stuck gefertigt hat.
Der Tambour, auf dem die Kuppel aufliegt, weist acht große Fenster auf. Die Wände zwischen den Fenstern sind reich verziert, ebenso wie die Pilaster, die die Felder trennen und auf denen die Kuppel ruht. Die Kuppel hat einen Durchmesser von 20 m und eine Scheitelhöhe von 50 m. Einschließlich der darauf aufgesetzten Laterne beträgt die Gesamthöhe vom Boden sogar 65 m. Die Kuppel ist doppelschalig. Es gibt eine äußere Kuppel aus Kalkstein und eine innere aus Sandstein, der viel weicher und leichter zu bearbeiten war. Zwischen den beiden besteht ein Abstand von einem halben Meter. Carlo Fontana hatte ursprünglich vorgesehen, satt des ringförmigen Schiffs um den Kuppelraum herum einen Kranz von Kapellen anzulegen, deren trennende, dicke Mauern den Schub der großen Kuppel auffangen sollten. Als Martín de Zaldúa beschloss, diese Mauern zwischen den Kapellen nicht auszuführen, um ein kreisförmiges Schiff um den Kuppelraum zu legen, gab das der Kirche mehr Größe. Unter Sebastian de Lecuona wurden die Bögen errichtet, die den Kuppelraum mit dem ringförmig umlaufenden Schiff verbinden und den Tambour mit seinen zweieinhalb Meter dicken Wänden tragen, auf dem die große Kuppel aufliegt. Die Statik der Kuppel aber wurde durch die neue Konstruktion geschwächt. Bereits als die Laterne auf die Kuppel aufgesetzt wurde, erwies die Kuppel sich nicht als stabil und musste durch zwei Eisenbänder an der Basis verstärkt werden. Das abschließende Kreuz wurde am 25. Oktober 1735 auf die Laterne aufgesetzt. Die Kuppel ist innen mit acht königliche Wappen geschmückt.
1992 war die Statik gefährdet, die Risse in der Kuppel aus dem Kirchenschiff sichtbar, was einen baulichen Eingriff erzwang. Die Kuppel wurde mit einem komplexen Netz aus Stahlseilen verspannt und stabilisiert, anschließend das Kircheninnere restauriert.

#### Ausstattung

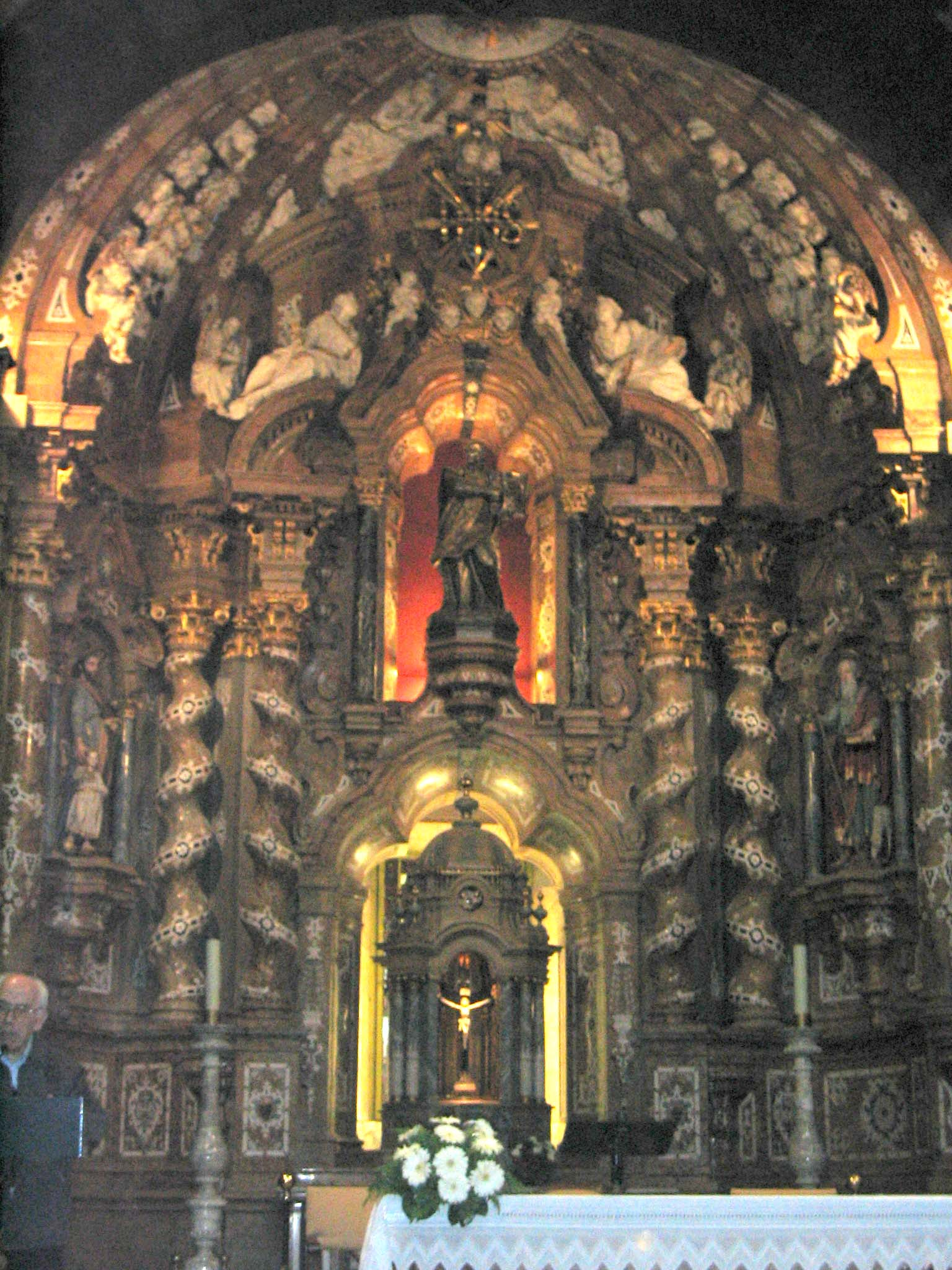
Hochaltar

- Der Hochaltar beruht auf einem Entwurf von Ignacio Íbero und wurde zwischen 1740 und 1757 in churriguereskem Stil errichtet.[15] Zwei Paare „Salomonischer Säulen“ flankieren den Altar. Die Dekoration der Predella, auch aus Marmor, enthält militärische Symbolik und Anspielungen auf die Heiligen Herzen Jesu und Marias. Hier befindet sich auch das Tabernakel und eine silberne Statue des Heiligen Ignatius. Die Statue wurde in Erfüllung eines Gelübdes der Real Compañía Guipuzcoana de Caracas gestiftet, 1741 vom Valencianer Francisco de Vergara in Rom entworfen und von dem deutschen Silberschmied Joseph Bauer[Anm. 4] in Silber ausgeführt. Die Figur wurde 1758 auf dem Altar aufgestellt.[16] Der Altar wird durch Bilder des Heiligen Josef und des Heiligen Joachim ergänzt. Um den Hauptaltar an die liturgischen Normen des Zweiten Vatikanischen Konzils anzupassen, wurde die Basilika mit einem weiteren Altar ausgestattet, der sich vor dem Hauptaltar befindet.

- Es gibt sechs weitere Altäre, die gewidmet sind
  - San Francisco Javier[Anm. 5]
  - der Jungfrau Maria (Patronin) von Luis Salvador Carmona[Anm. 6]
  - dem Herzen Jesu[Anm. 7]
  - San Francisco de Borja[Anm. 8]
  - San Pedro Claver[Anm. 9]
  - San Alonso Rodríguez[Anm. 10]

- Die Orgel stammt von Aristide Cavaillé-Coll und wurde 1889 eingebaut. Sie hat 2172 Pfeifen.

- Glocken:
  - Die Glocke San Luis Gonzaga, die 1738, im Jahr der Weihe der Kirche, gegossen wurde.
  - Die Glocke San Francisco Javier, auch: „große Glocke“ hat einen Durchmesser von 113 cm und trägt die Aufschrift: ET VERBUM CARO FACTUM EST. Sie wurde 1760 gegossen und führt den Stundenschlag aus.
  - Weitere neun Glocken

## Konventsgebäude
Das Konventsgebäude legt sich mit den zwei seitlichen und dem rückwärtigen Flügel an drei Seiten um die Kirche. Hervorzuheben sind hier:

### Treppenhäuser
Eine Modifikationen des ursprünglichen Projekts von Carlo Fontana war der Bau zweier monumentaler Treppenhäuser, die die Stockwerke der einzelnen Flügel vertikal miteinander verbinden. Martín de Zaldúa belegte zwei von Fontana als Innenhöfe vorgesehene Räume mit diesen großformatigen Treppen, deren oberer Teil mit Statuen geschmückt ist. Im Südflügel stellen sie die ersten Heiligen der Jesuiten, im Nordflügel Päpste dar, die eine besondere Beziehung zu den Jesuiten hatten. Diese Konzeptänderung war heftig umstritten, die Arbeiten daran wurden unterbrochen, die Treppen aber schließlich doch fertiggestellt.

### Refektorium mit Vorraum
Der Vorraum zum Refektorium ist in Weiß mit gleichfarbigem Marmor gehalten. Hier befindet sich ein achteckiger Brunnen aus Marmor unter den Gewölben, die von schwarzen Marmorsäulen getragen werden.
Im Refektorium befindet sich eine große Darstellung des Abendmahls, die eine komplette Wand bedeckt. Das Gemälde wurde 1758 in Rom von Philadelphius Larganus Siculus gemalt. Die weitere Dekoration bezieht sich auf die Jesuiten, darunter auch Porträts ehemaliger Jesuitenkardinäle.

### Bibliothek
Die Bibliothek des Konvents besteht aus drei Bereichen: Der erste befasst sich mit den Familien Oñaz und Loyola, der zweite mit den Jesuiten in Spanien und den dritten bildet die Musikbibliothek Nemesio Otaño. Die Bibliothek verfügt über 150.000 Bücher, von denen etwa 30.000 aus der Zeit vom 15. Jahrhundert bis ins 19. Jahrhundert stammen, darunter auch Inkunabeln. In den Beständen gibt es etwa 10.000 Bücher in baskischer Sprache. Die älteren Bestände sind digitalisiert und im Internet zugänglich.
Die Musikbibliothek Nemesio Otaño basiert auf der Sammlung von Nemesio Otaño (1880–1956), einem angesehenen Komponisten und Musikwissenschaftler, der Mitglied der Jesuiten war. Sie verfügt über eine Sammlung von mehr als 120.000 Büchern und Partituren.

### Museum
Im Nordflügel der Anlage gibt es ein kleines Museum, das aus zwei Räumen besteht, in denen sich liturgische Gegenstände befinden und auch Teile der Ausstattung der Hauskapelle des Wohnturms ausgestellt sind.

## Spirituelles Zentrum
Das Zentrum für Spiritualität ist in einem Gebäude aus dem 17. und 18. Jahrhundert untergebracht, das zwischen 1972 und 2002 renoviert wurde. Es ist über einen aufgeständerten Durchgang mit dem Hauptgebäude verbunden. Hier gibt es Räume für Workshops, Übungen, Kurse, Kongresse und Tagungen. Das Zentrum verfügt über 111 Zimmer mit 153 Betten, sechs Kapellen, fünfzehn Besprechungs- und Konferenzräume unterschiedlicher Kapazität und vier Speisesäle.
Der Konvent von Loyola verfügt weiter über zwei Unterkunftsmöglichkeiten für Gäste, die an Meditationen teilnehmen möchten: Ein Hostel für junge Menschen und ein Hotel für erwachsene Besucher. Das Gästehaus heißt Centro Arrupe, stammt aus dem 18. Jahrhundert, wurde renoviert und 2001 wieder eingeweiht. Es verfügt über 63 Betten in 43 Zimmern. Das Hotel bildet den südlichen Abschluss des Vorplatzes. Hotelbetrieb gibt es hier schon seit 1690. Das Hotel wurde zu Beginn des 18. Jahrhunderts neu gebaut, 1888 erweitert und für spirituelle Übungen genutzt. Nach der Eröffnung des Spiritualitätszentrums wird das Gebäude seit 1999 wieder als Hotel genutzt.

## Wissenswert
Die Jesuiten betreiben vom Konvent Loyola aus seit 1961 einen Radiosender. Die verwendeten Sprachen sind Spanisch und Baskisch, letzteres hat etwa ein Drittel Anteil am Programm.